# Frédéric Pham

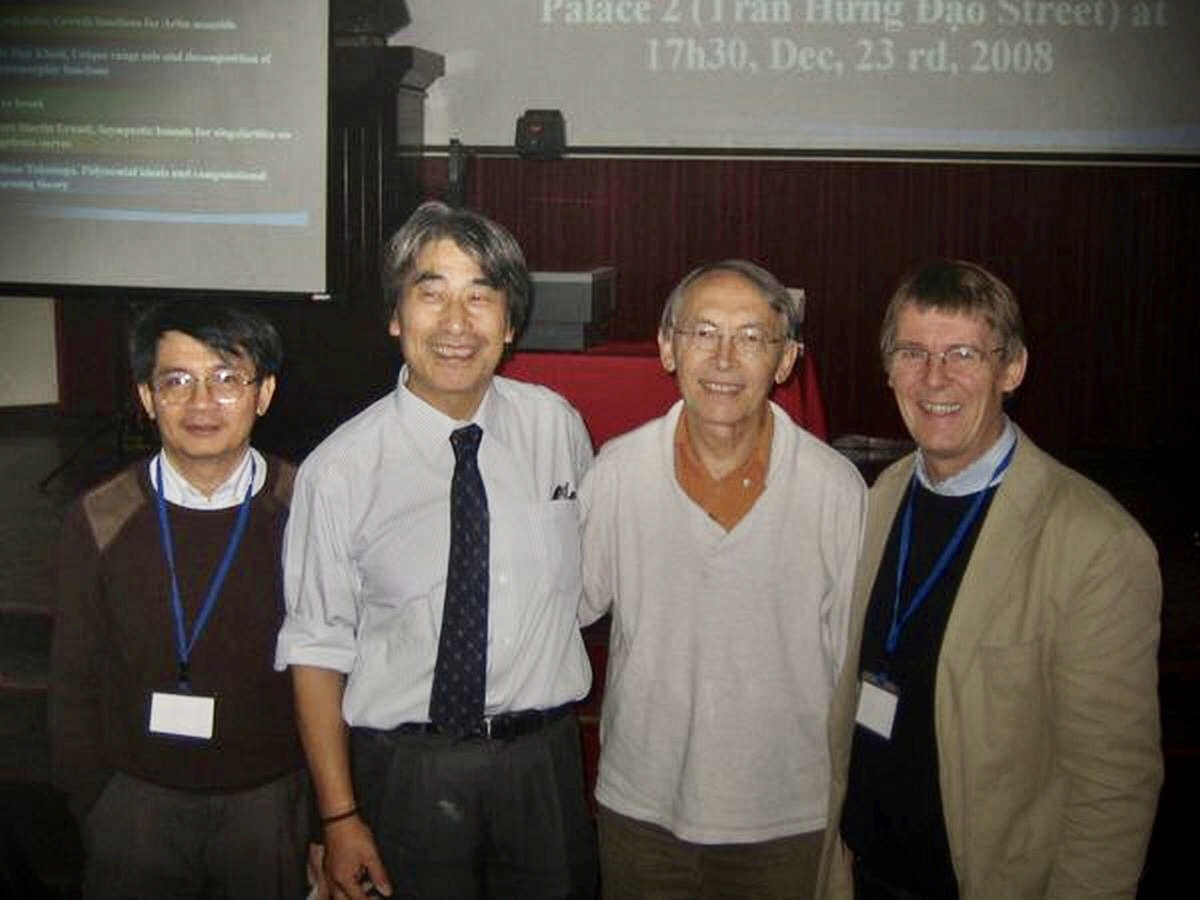
Von Links: Ngo Viet Trung, Kyoji Saito, Frederic Pham, Gert-Martin Greuel, Oberwolfach 2009

Frédéric Pham (* 17. November 1938 in Saigon) ist ein vietnamesisch-französischer Mathematiker und Physiker, der sich mit mathematischer Physik und Analysis beschäftigt.

## Leben und Werk
Pham studierte 1957 bis 1959 an der École polytechnique, wo er 1967 bei Raymond Stora promoviert wurde (Singularités des processus de diffusion multiple). Er war während seiner Arbeit an seiner Promotion 1961 bis 1969 am Kernforschungszentrum CEA in Saclay in der Abteilung für Theoretische Physik. Daneben besuchte er das Seminar von René Thom am Institut des Hautes Études Scientifiques (IHES). Er ist seit 1970 Professor an der Universität Nizza (Sophia-Antipolis) und inzwischen emeritiert. Er unterrichtete auch in Vietnam (1979/80 in Hanoi). Er war häufig zu Gast am Institut Fourier in Grenoble.
Er befasste sich unter anderem mit analytischen Singularitäten von Feynmanintegralen und Formeln der damals in Teilchenphysik aktuellen analytischen S-Matrix-Theorie (Landau-Singularitäten, die er in den 1960er Jahren mit Methoden der Differentialtopologie nach René Thom anging), Singularitäten von Systemen ebenen algebraischen Kurven (1970er Jahre, mit Bernard Teissier, verbunden mit Systemen von Differentialgleichungen vom Gauß-Manin-Typ), der semiklassischen Näherung der Quantenmechanik, Hyperfunktionen nach Saito und mikrolokaler Analysis und Funktionentheorie mehrerer komplexer Variabler.
1970 war er Gastreferent auf dem Internationalen Mathematikerkongress in Nizza (Fractions lipschitziennes et saturation de Zariski des algèbres analytiques complexes).

## Schriften
- Singularities of integrals. Homologie, hyperfunctions and microlocal analysis, Springer Verlag, 2011.
- Singularités des systèmes différentiels de Gauss-Manin, Birkhäuser, 1979.
- Introduction à l’étude  topologique des singularités de Landau, Mémorial des Sciences Mathématiques, Bd. 164, Paris, Gauthier-Villar,s 1967.
- mit  Nguyen Tien Dai und Nguyen Huu Duc: Singularités non dégénérées des systèmes de Gauss-Manin réticulés, Montreuil, Gauthier-Villars, 1981.
- Herausgeber: Hyperfunctions and theoretical physics, Springer Verlag, 1975. (Konferenz Nizza Mai 1973)
- Singularités des courbes planes: une introduction à la géometrie analytique complexe, École polytechnique, 1972.
- Fonctions d’une ou deux variables Collections Sciences Sup, Dunod, 2003.
- Les différentielles, Masson, 1996.
- Formules de Picard-Lefschetz generalisées et ramification des intégrales, Bulletin Societé Mathématique de France, Bd. 93, 1965, S. 333–367.